# Verner Oakland
Verner Oakland, född Otto Verner Johansson 7 februari 1902 i Bjärtrå församling (vissa källor anger Nora församling) i Västernorrlands län, död 20 september 1962 i Kungsholms församling i Stockholm, var en svensk skådespelare.
Han är begravd på Skogskyrkogården i Stockholm.

## Filmografi
- 1936 – Släkten är värst
- 1942 – Olycksfågeln nr 13
- 1943 – Det spökar - det spökar...
- 1943 – Brödernas kvinna
- 1944 – Fia Jansson från Söder
- 1945 – Resan bort
- 1947 – Jens Månsson i Amerika
- 1947 – Krigsmans erinran
- 1948 – Ådalens poesi
- 1948 – En svensk tiger
- 1949 – Pappa Bom
- 1949 – Åsa-Nisse
- 1951 – Tull-Bom
- 1952 – Han glömde henne aldrig
- 1952 – När syrenerna blomma
- 1953 – Kungen av Dalarna
- 1954 – Karin Månsdotter
- 1955 – Vildfåglar
- 1957 – Möten i skymningen

### Fotnoter
1. ↑  Bjärtrå församlingsbok Riksarkivet
2. ↑  ”Verner Oakland”. Svensk Filmdatabas. http://sfi.se/sv/svensk-filmdatabas/Item/?type=PERSON&itemid=62182&ref=%2ftemplates%2fSwedishFilmSearchResult.aspx%3fid%3d1225%26epslanguage%3dsv%26searchword%3dverner+oakland%26type%3dPerson%26match%3dBegin%26page%3d1%26prom%3dFalse. Läst 15 augusti 2012.
3. ↑  Svenska Gravar
4. ↑  Dödsannons i Dagens Nyheter 22 september 1962 sid.21